# 柳生直行
柳生 直行（やぎゅう なおゆき、1920年3月1日 - 1986年9月3日）は、日本の英文学者、キリスト教学者、翻訳家。

## 生涯
横浜市保土ヶ谷生に生まれ。父の柳生光異は茅ヶ崎湧泉教会の牧師。1933年(昭和8年)、湧泉教会でキリスト教の洗礼を受ける。
1941年、大阪外国語学校を卒業。東京文理科大学英文科卒。米国コロンビア大学に留学。関東学院大学教授、文学部長、関東学院長を歴任。C・S・ルイス、ジョン・バニヤンなどキリスト教文学者を研究した。
また、湧泉教会の牧師としても活動した。

## 著書
- 『お伽の国の神学 C.S.ルイスの人と作品』（新教出版社） 1984.3
- 『生一本のキリスト教 お伽の国の倫理学』（新教出版社） 1987.10

## 翻訳
- 『神への渇き』（A・W・トウザー、いのちのことば社） 1958
- 『キリスト教の核心』（C・S・ルイス、キリスト者学生会出版局、KGK新書1） 1963
- 『ガスパール・ルイス; 密航者』（ジョゼフ・コンラッド、やしま書房、世界の古典8） 1965
- 『奇跡 信仰の論理』（C・S・ルイス、みくに書店） 1965
- 『天国と地獄の離婚』（C・S・ルイス、みくに書店、KGK新書） 1966
- 『コリント』（バークレー、ヨルダン社、聖書註解シリーズ） 1970
- 『幸福の心理学 不安と迷いをのりこえる信念の法則』（ヴェニス・ブラッドワス、大和書房） 1972、のち改題『マインド革命』（春秋社）
- 『希望と信頼に生きる ウィリアム・バークレーの1日 1章』（ウィリアム・バークレー、ヨルダン社） 1974
- 『キリスト教の精髄』（C・S・ルイス、新教出版社、C・S・ルイス宗教著作集4） 1977.3
- 『キリストの生涯』（ウィリアム・バークレー、イアン・リード脚本、新教出版社） 1977.12
- 『スタイロン』（R・H・フォサム、すぐ書房、英米文学批評双書） 1977.12
- 『新約聖書』（新教出版社） 1985.2
- 『天の都をさして 『天路歴程』少年版』（ジョン・バニヤン、すぐ書房） 1987.11

## 記念論集
- 『夫子の道は忠恕のみ』（柳生直行先生追悼文集刊行委員会、瀬沼達也） 1988.9